# كاثرين كوريا
كاثرين كوريا (بالإسبانية: Catherine Correia) هي عارضة وممثلة فنزويلية، ولدت في 28 يناير 1975 في كاراكاس في فنزويلا.

## وصلات خارجية
- كاثرين كوريا على موقع IMDb (الإنجليزية)
- كاثرين كوريا على موقع قاعدة بيانات الفيلم (الإنجليزية)
- كاثرين كوريا على موقع كينوبويسك (الروسية)